# Sad Love Story
Sad Love Story (hangeul : 슬픈 연가 ; RR: Seulpeun Yeon-ga, connu aussi sous le nom de Sad Love Song ou de Sad Sonata), est une série télévisée sud-coréenne en 20 épisodes. La série est diffusée à partir du 5 janvier 2005 sur MBC en Corée du Sud.

## Synopsis
Seo Joon-young est le fils de Seo Hyang-ja, une prostituée vendant de l'alcool aux soldats américains rencontre Park Hye-in, une petite fille aveugle et très intelligente. Ils deviennent de plus en plus proches jusqu'au jour où Park Hye-in se sépare de Seo Joon-young pour partir aux États-Unis avec sa tante et son oncle pour faire son opération des yeux. Elle rencontre Lee Gun-woo, fils d'un riche entrepreneur et qui d'ailleurs le meilleur ami de Seo Joon-young...

## Distribution

### Acteurs principaux
Famille de Choi Joon-kyu / Seo Joon-young
- Kwon Sang-woo : Seo Joon-young / Choi Joon-kyu
- Yoo Seung-ho : Seo Joon-young jeune / fils de Seo Joon-young
- Na Young-hee : Seo Hyang-ja, sa mère
- Lee Young-ha : Choi Joon-il, son père

Famille de Park Hye-in
- Kim Hee-sun : Park Hye-in
- Kim So Eun : Park Hye-in jeune
- Jin Hee-kyung : Audrey / Lee Mi-sook, sa tante

Famille de Lee Gun-woo
- Yeon Jung-hoon : Lee Gun-woo
- Jo Kyung-hwan : Lee Kang-in, son père
- Lee Yeon-soo : Lee Soo-ji, sa sœur aîné
- Lee Jong-won : Oh Sang-jin, le mari de Lee Soo-ji

Famille de Cha Hwa-jung
- Kim Yeon-joo : Cha Hwa-jung
- Ko Ah-seong : Cha Hwa-jung jeune
- Lee Mi-young : Hwang Min-kyung, sa mère
- Kang Nam-gil : Père de Cha Hwa-jung

### Acteurs récurrents
- Jung Woo : Lee Min-ho
- MC Mong : Jang Jin-pyo
- Lee Hyun-woo : Jang-ho
- Lee Da-hee : Kang Shin-hee
- Choi Ran : Sook-ja
- Hong Seok Cheon : Charlie
- Yang Geum-suk : Mère de Lee Gun-woo
- Baek Bong-ki : Yong-chul
- Kim Hee-jung : Petite amie de Choi Joon-il
- Ha Seok-jin

## Production

### Casting
L'acteur Song Seung-heon avait été déjà choisi pour le rôle de Lee Gun-woo. Il avait déjà tourné dans plusieurs scènes à l'étranger
et enregistré des chansons pour la bande originale de la série. Il a été contraint d'abandonner la série quand un scandale a éclaté disant qu'il a esquivé son service militaire obligatoire. Yeon Jung-hoon a finalement été choisi pour le remplacer.

### Diffusion internationale
- MBC : Mercredi et jeudi à 21h55 (2005)
- Fuji TV : Août 2005
- Dubai TV (2007)

## Adaptations
La série a été adaptée en manhwa par les manhwaga Geo (alias Jung Min-Hwa) et Shin Ji-Sang en  2005,et publié chez Daiwon C.I. Celui-ci est composé de 22 chapitres regroupés en 5 volumes. 
Ce Manhwa a pour titre original 슬픈연가 mais est 
connu 
abld'autres érents noms en fonction de la langue de traduction:
- Bản tình ca buồn
- Kanashiki Koiuta
- Sad Love Song
- Sad Sonata
- The Sad Love Story
- ลิขิตฟ้ากั้นรัก
- 悲しみ恋物語り
- 悲伤恋歌

Il n'a pas été publié officiellement en français ni en anglais. Cependant il a été publié en espagnol par la mascanné'édition DIRAC dist en 2012, et en italien par Flashbook en 2007. Néanmoins, des groupes en ligne l'ont scanné et traduit pour le diffuser en ligne, ainsi on peut le trouver en français et en anglais gratuitement. 